# زلاتکو وسلینوویچ
زلاتکو وسلینوویچ (انگلیسی: Todor Veselinović؛ ۲۲ اکتبر ۱۹۳۰ – ۱۷ مهٔ ۲۰۱۷) بازیکن و مربی فوتبال اهل یوگسلاوی بود.
از باشگاه‌هایی که در آن بازی کرده‌است می‌توان به باشگاه فوتبال فرست ویینا، باشگاه فوتبال سمپدوریا، باشگاه فوتبال پارتیزان، و باشگاه فوتبال وویوودینا اشاره کرد.
وی همچنین در تیم ملی فوتبال یوگسلاوی بازی کرده‌است.
وی در مسابقات کشوری و بین‌المللی در مجموع برندهٔ ۱ مدال نقره شده‌است.